# Медицински социјални рад
Медицински социјални рад је пракса социјалног рада која се реализује у различитим институцијама које се баве проблемима људског здравља. Посебно едуковани социјални радници ангажују се у тимском раду као и у другим облицима заштите менталног здравља, социјалне рехабилитације и сарадње са институцијама у социјалном окружњу. У појединим земљама развијају се посебни облици специјализације за медицински социјални рад као и за примену појединих терапијских модела.